# 교토부도 제20호선
교토부도 제20호선(일본어: 京都府道20号網野久美浜線, 교토부도 제20호 아미노 구미하마 선)은 교토부 교탄고시 아미노초에서 구미하마초까지 이르는 주요 지방도(부도)이다.

## 개요
1982년 10월에는 주요 지방도 20호 아미노 구미하마 선을 공식적으로 인정받았다. 그러나 본시의 교토부도 20호선은 1954년 6월부터 1977년 3월까지는 산다~소노베 선으로 이용한 내력을 가지고 있다.

### 노선 정보
- 기점 : 교탄고시 아미노초고
- 종점 : 교탄고시 구미하마초 나가도메

## 역사
- 1993년 5월 11일 - 건설성에서 부도 아미노 구미하마 선을 주요 지방도로 지정됨.

## 지리

### 통과하는 지자체
- 교탄고시

### 통과하는 도로
- 교토부도 제17호선
- 교토부도 제668호선
- 국도 제312호선 (일본)(일본어판)